# Solt (België)
Solt is een gehucht op de grens tussen de steden Bree en Maaseik.
Solt bestaat vanouds uit twee delen: het westelijke Opsolt en het oostelijke Neersolt. Oorspronkelijk vormde Opsolt een uitloper van de gemeente Gruitrode, Neersolt een exclave van de gemeente Maaseik. Daarna werd Opsolt overgedragen aan Opitter (1970) en Neersolt aan Neeroeteren (1964). In 1977 gingen deze dorpen op in hun huidige fusiegemeente.
De voorzetsels "op-" en "neer-" verwijzen naar de geografische ligging: Opsolt ligt dicht bij de steilrand die de overgang tussen het Kempens Plateau en de Vlakte van Bocholt vormt. Neersolt is lager en vlakker. Hier vindt men ook het gebied de Solterheide, het natuurgebied De Brand en het kasteel De Oude Kuil. De Zuid-Willemsvaart (1808) loopt tussen Op- en Neersolt door; beide delen blijven verbonden dankzij de Solter brug.
Kerkelijk behoort Opsolt tot de parochie Tongerlo, Neersolt tot Neeroeteren. De kapel van Solt was de Sint-Antoniuskapel of Kapel in den Heiligendries. Ze ligt te Opsolt, aan de oude weg Bree–Maaseik en ten westen van de moderne Maaseikerbaan. Op deze plaats kwamen vroeger de Kruisprocessies vanuit Opitter, Neeroeteren en Tongerlo samen. De eerste kapel werd er gebouwd in 1656, door landcommandeur Godfried Huyn van Geleen. De huidige kapel stamt grotendeels uit de 18e eeuw. Ze stelt houten beelden van St.-Antonius (16e eeuw), St.-Cecilia en St.-Rochus (17e eeuw) en St.-Sebastiaan (18e eeuw) tentoon.

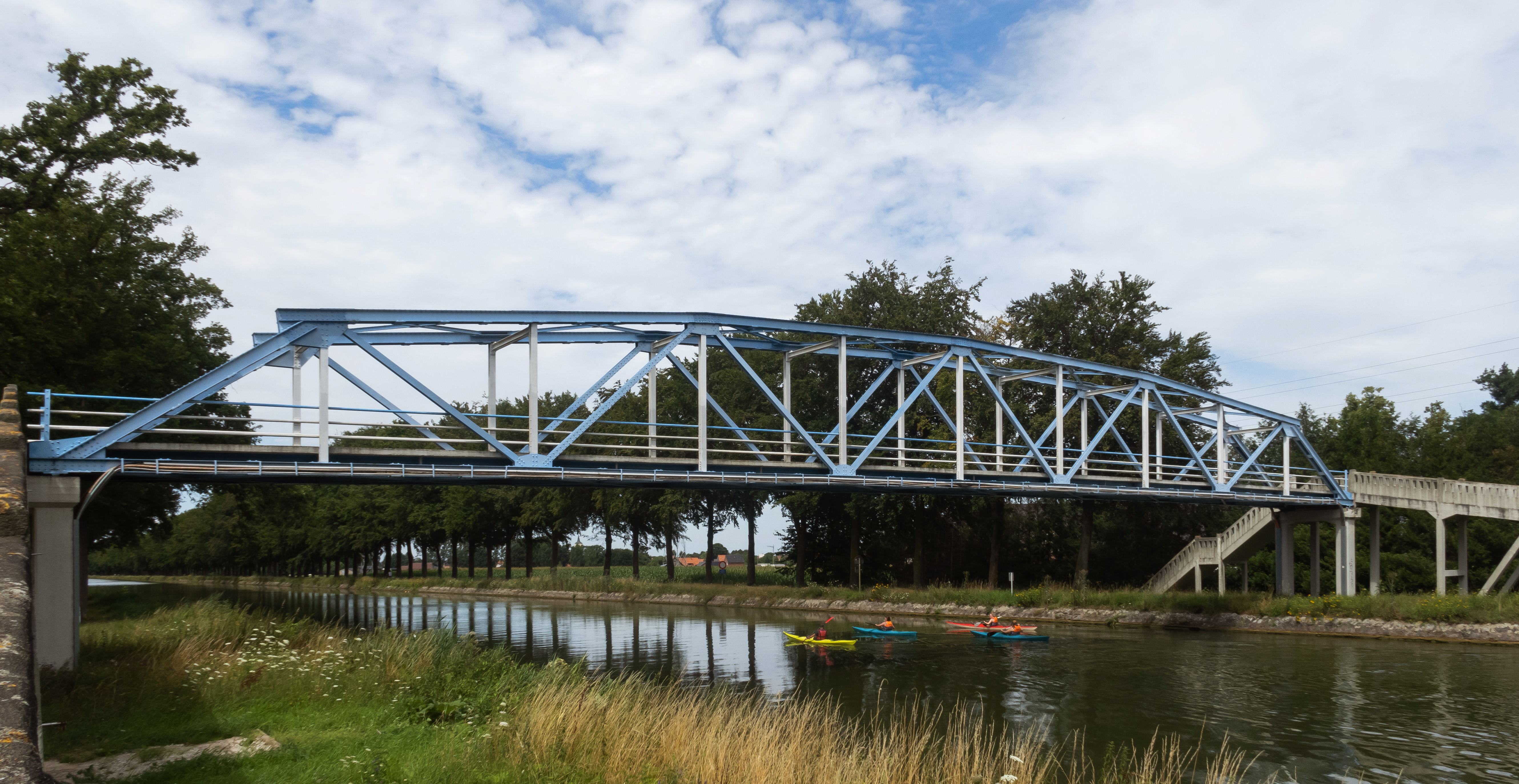
Voetgangersbrug Gruitrode-Solt bij Solt
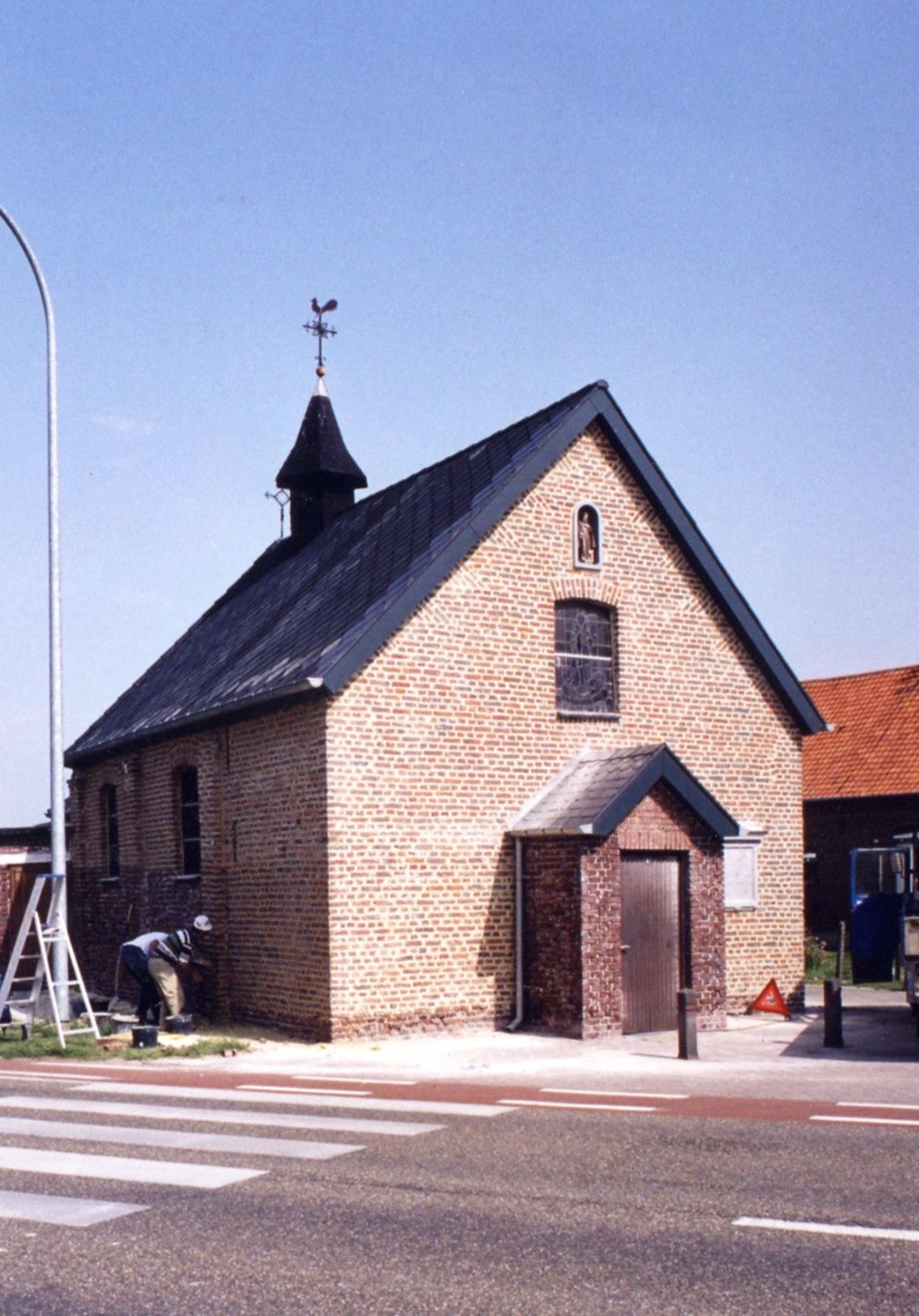
Soltkapel of Sint-Antoniuskapel
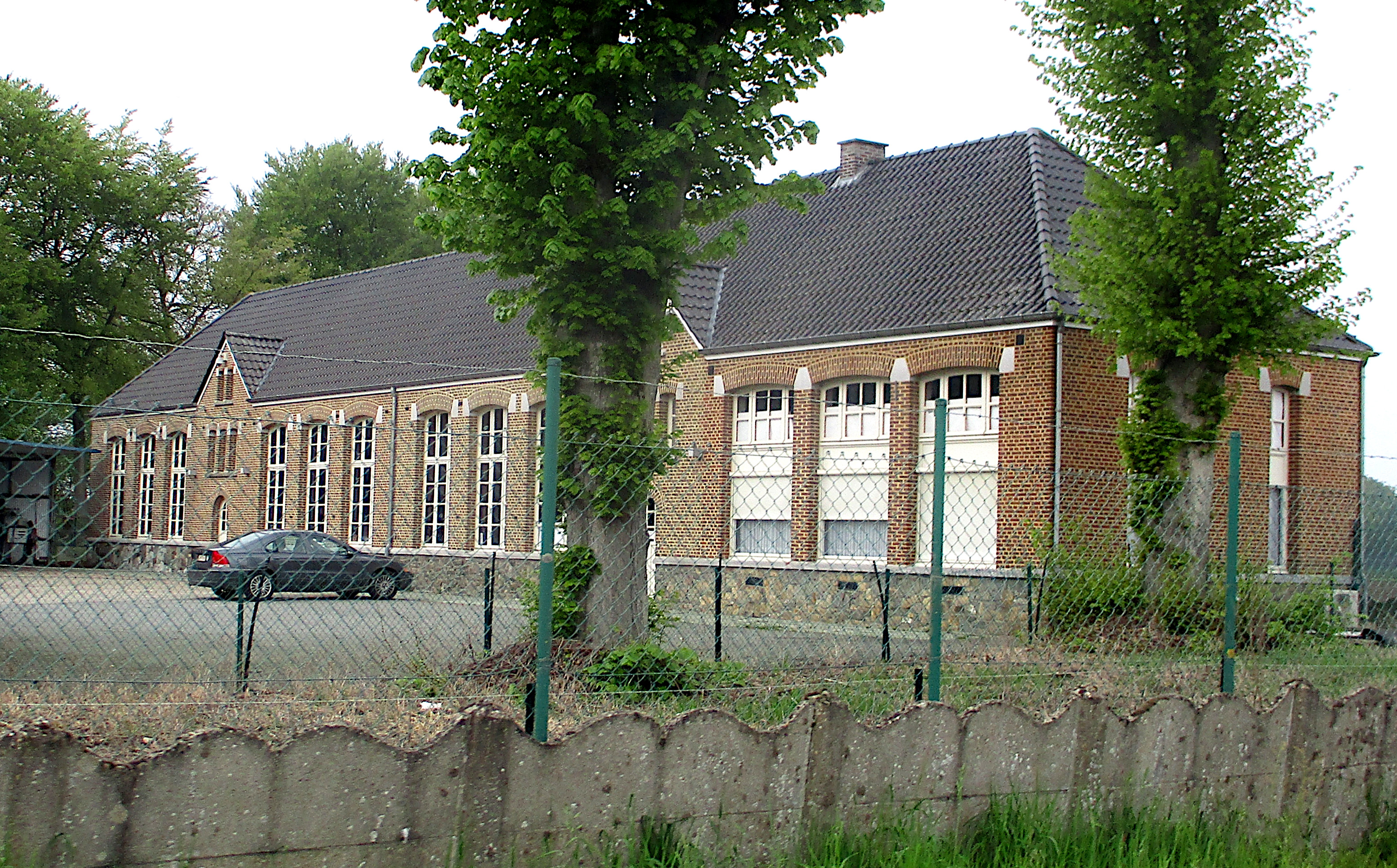
Vroegere school van Solt gebouwd in 1920, deels door Gruitrode en deels door Maaseik
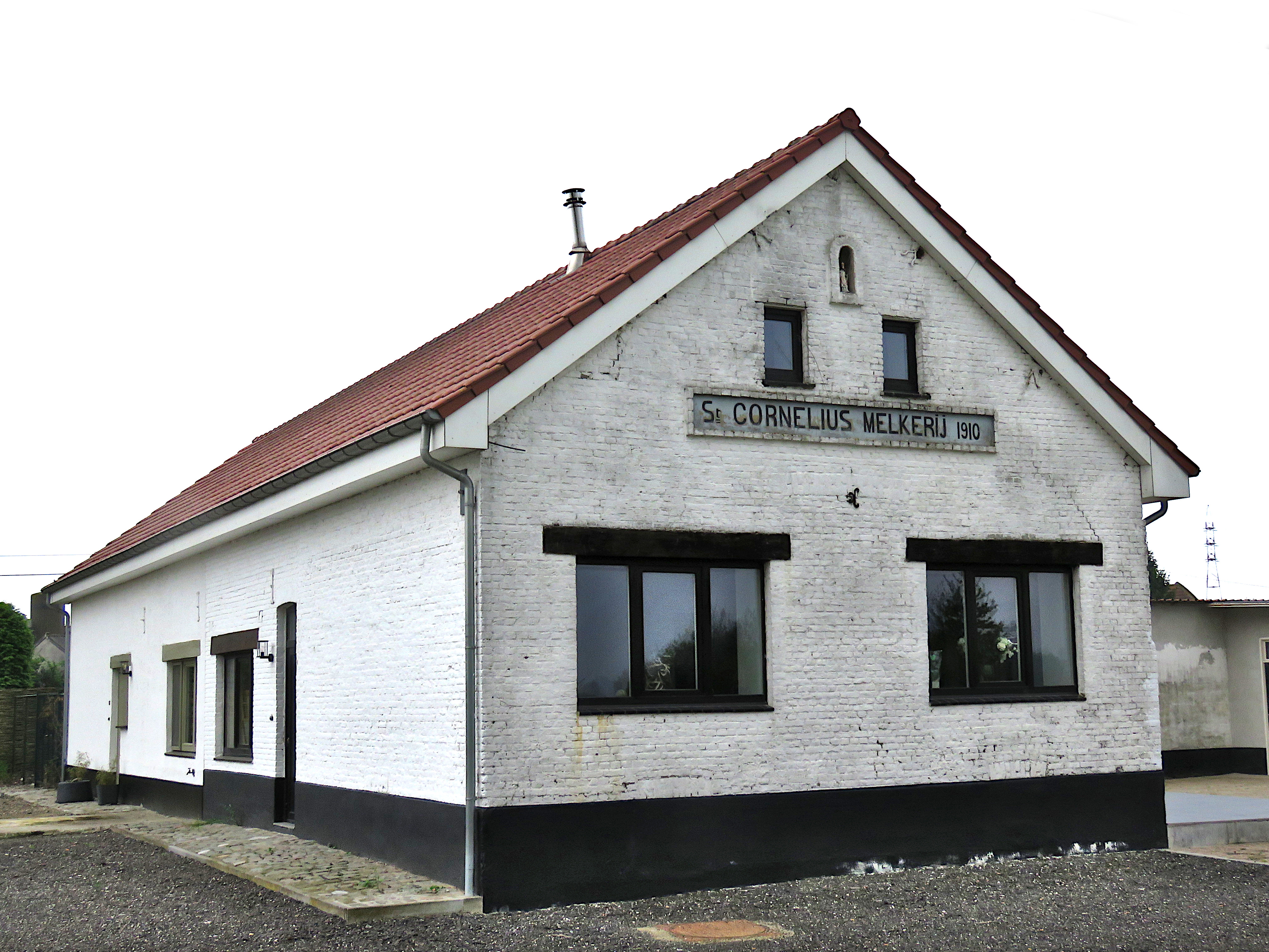
Gebouw van vroegere coöperatieve Melkerij Sint-Cornelius in Solt uit 1910